# Гавриш, Сергей Фёдорович
Сергей Фёдорович Гавриш (1 ноября 1950, Староминская) — селекционер, доктор сельскохозяйственных наук, профессор.

## Биография

### Детство
Сергей Федорович Гавриш родился 1 ноября 1950 года в станице Староминская Краснодарского края. Родители всю жизнь проработали в сельском хозяйстве. Отец, Федор Семенович, был шофером, бригадиром, потом управляющим колхоза; мама, Клавдия Васильевна, зоотехником. Сергей с малых лет работал в огороде.

### Юность
После окончания средней школы в 1967 год у С. Ф. Гавриш поступил в Кубанский сельскохозяйственный институт на плодоовощной факультет. С третьего курса начал заниматься научно-исследовательской работой на кафедре физиологии растений. С настоящей прикладной наукой Гавриш познакомился в 1971 год у во время полугодовой производственной практики на Крымской селекционной опытной станции ВИР.

### Последующая научная деятельность
Сергей Федорович работал в группе селекции пасленовых культур под руководством Анатолия Никитовича Лукьяненко, известного селекционера по культуре томата. Здесь были получены первые знания по биологии культуры и селекции сортов томата для открытого грунта, а точнее, сортов томата для промышленного возделывания и комбайновой уборки. По просьбе директора Крымской станции ВИР академика Г. В. Еремина после окончания института молодой специалист был направлен сюда в качестве младшего научного сотрудника. В то время на Крымской ООС ВИР работали выдающиеся селекционеры, которые заложили фундамент отечественной научной селекции овощных культур, — Н. Н. Ткаченко, А. М. Дрозд, Н. М. Рыбка, И. Н. Боженко.
В 1974 году защитил кандидатскую диссертацию по теме «Физико-механические и агробиологические свойства сортов томата, предназначенных для механизированной уборки урожая». Научным руководителем диссертационной работы, наряду с А. Н. Лукьяненко, был известный учёный и общественный деятель академик РАСХН Д. Д. Брежнев, в то время директор ВНИИ растениеводства им. Н. И. Вавилова. Практическим приложением результатов научной работы стало соавторство в создании двух сортов томата — Ракета и Орбита, которые отлично зарекомендовали себя при комбайновой уборке урожая, причем Ракета до сих пор находится в реестре селекционных достижений РФ и широко возделывается.
С 1977 году С. Ф. Гавриш — старший научный сотрудник на Овощной опытной станцию им. В. И. Эдельштейна МСХА, где под руководством доктора с.-х. наук Г. И. Тараканова и кандидата с.-х. наук И. К. Шаумяна разворачивает работу по селекции гибридов томата для защищенного грунта.
Через 4 года после начала селекционной работы сотрудниками Овощной опытной станцию им. В. И. Эдельштейна был передан на госсортоиспытание первый гибрид тепличного томата F1 Карлсон, который в 1985 году уже был районирован, практически по всей стране. Одновременно была внедрена в производство система гибридного семеноводства. В итоге ученые Тимирязевской академии и НИИОХ (ныне ВНИИО) полностью обеспечили защищенный грунт страны семенами гибридов томата, соответствующих требованиям времени, в результате чего практически прекратилась закупка семян за рубежом.
Следующим селекционным достижением стало создание детерминантного гибрида томата F1 Верлиока и передача его в 1986 году на сортоиспытание. Через 4 года гибрид F1 Верлиока стал самым популярным томатом для защищенного грунта в стране. Он характеризуется экологической пластичностью, скороспелостью, дружностью отдачи урожая. Комплекс хозяйственно ценных признаков позволяет этому гибриду до сих пор занимать большие площади в тепличных комбинатах России и Украины.
Не менее интересной селекционной разработкой стал гибрид томата F1 Сольвейг с комплексной устойчивостью к основным заболеваниям.
Группой селекции тепличного томата под руководством С. Ф. Гавриша впервые в России, ещё в 80-х годах, была начата работа по созданию гибридов томата, зрелые плоды которых способны сохранять свои товарные качества в комнатных условиях в течение 4-6 недель. В начале это были гибриды, гетерозиготные по гену «nor» (F1 Тортилла, F1 Рококо, F1 Барокко), но очень скоро они сменились более совершенными гибридами, гетерозиготным по гену «rin», — с яркоокрашенными, нерастрескивающимися плодам (F1 Мастер, F1 Владимир, F1 Ля-ля-фа Архивная копия от 29 марта 2018 на Wayback Machine и др.).
С 1990 года С. Ф. Гавриш совмещает научную работу с преподавательской в должности доцента кафедры селекции и семеноводства овощных и плодовых культур Тимирязевской академии. В 1992 году в ВНИИР им. Н. И. Вавилова он защитил докторскую диссертацию на тему «Биологический потенциал культурного томата и его использование в селекции сортов для защищенного грунта» и вскоре стал профессором кафедры.

### Коммерческая деятельность
В 1993 году прекратилось государственное финансирование научно-исследовательской работы в вузах, и тогда же коллектив селекционеров-томатников Овощной опытной станции МСХА объединился в товарищество с ограниченной ответственностью. Их целью было продолжение селекционной работы, сохранение коллекций исходного материала, а также знаний и опыта, накопленных специалистами за годы работы. Так была создана Селекционно-семеноводческая фирма «Гавриш». В настоящее время фирма «Гавриш» занимается селекцией и семеноводством томата, огурца, перца, баклажана, салата, укропа, лука и других овощных и пряно-вкусовых растений для защищенного и открытого грунта.
В 2002 году был организован и получил государственную аккредитацию Научно-исследовательский институт овощеводства защищенного грунта, директором которого является проф. С. Ф. Гавриш. НИИОЗГ проводит большую работу по координации деятельности специалистов защищенного грунта России.

## Достижения
За десятилетия научной деятельности опубликовал более 100 научных работ, в основном по биологии, селекции и семеноводству томата.
В качестве руководителя исследований С. Ф. Гавриш является соавтором около 500 сортов и гибридов различных овощных культур, которые внесены или ранее вносились в Государственный реестр селекционных достижений.
Им подготовлены десятки дипломников, ученых-агрономов плодоовощеводов, 11 кандидатов с.-х. наук.
Сергей Федорович Гавриш — член ученых советов ВНИИССОК и РГАУ — МСХА им. К. А. Тимирязева, имеет звание лауреата ВВЦ.
С. Ф. Гавришу присвоено звание «Почетный работник агропромышленного комплекса России». Учёный совет РГАУ-МСХА имени К. А. Тимирязева наградил его медалью имени К. А. Тимирязева.
В 2013 году за большой вклад в развитие сельскохозяйственной науки он был удостоен Национальной премии имени П. А. Столыпина «Аграрная элита России».